# دایسن، آکیتا
دایسن، آکیتا از شهرهای استان آکیتا ژاپن است که جمعیت آن در ۱ ژانویه ۲۰۰۸ ۹۱٬۱۴۳ نفر بوده‌است.